# 南通長牌

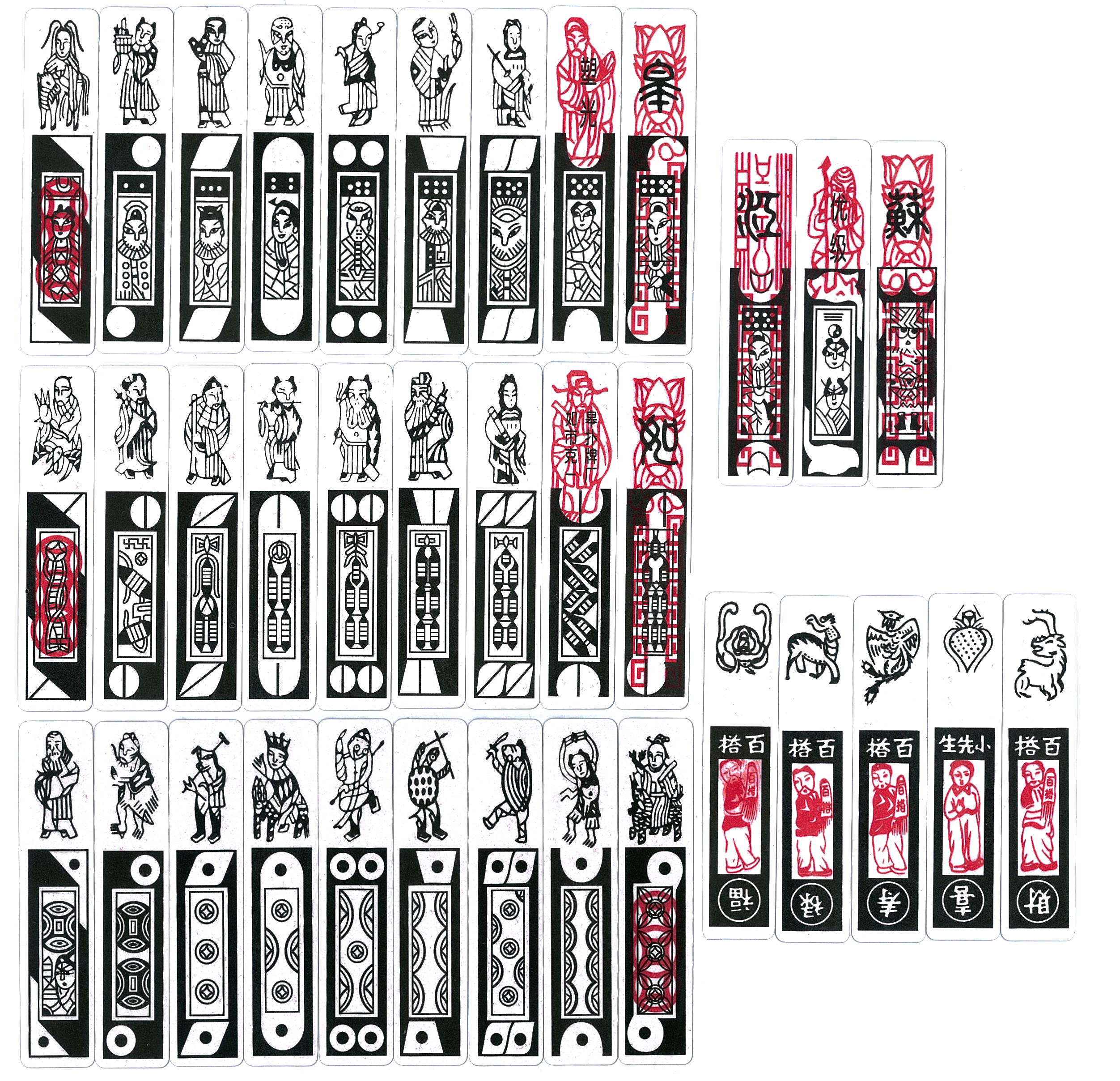
如皋的南通長牌

南通長牌，是種流傳於江蘇南通等地區的葉子戲。

## 歷史
南通長牌來自清朝揚州一帶流行的碰和牌類，在乾隆時，碰和牌類的十湖牌增加福、祿、壽、財、喜這五張牌，共一百二十五張，番種名有斷么、飄壺、全葷等，已類似南通紙牌。
近代出現的搭子和，或稱搭子胡、篤子胡，是南通長牌的前身，番種分為塌和、葷和、清和等。現在的南通長牌規則就由搭子和所衍生，兩者已成同義詞。

## 牌具
一到九的序數牌，花色有萬、條、餅，每門各四張。萬字牌印有水滸人物，屬水滸牌一種。還有類似麻將三元牌的千字、白花、红花各四張，總共一百二十張。其中，千字、白花、紅花、九条，稱為老将、宿将、或常将。也有的是一百二十五張，加上名為福、祿、壽、喜、財的牌各一張，稱為百搭牌、或喜儿。

## 牌規
類似麻將，各地規則略有差異，如如皋地方只翻一張將牌、或算胡規則不一、有特殊番種、把非老將的同數牌也視為將牌、一條也視為老將、天胡或起手聽牌時胡數翻倍、使用百搭牌、有四人可一起同玩等。以下是一般通則。

### 流程
- 三到四人遊戲，不設連莊，共打八圈。三人遊戲，稱為抓鱉。四人遊戲時，一玩家輪空作夢家，稱為定醒、或消醒。一局打完后，莊家就轮空作定醒，下家就是新开局的莊家。
- 庄家先摸牌，共摸二十三张，其余两家摸二十二张。当庄家摸完最后一张牌，接着翻出两张牌，稱為翻將、或掀將。與翻將相同的牌為此局的將牌。
  - 此時任何玩家起手牌若有槓子、或有剩餘全部的將牌，可付露，並補一張牌，稱為起手。
  - 若翻將兩張同牌，稱為雙將。此時，起手牌若有相同對子，稱為和子、或天地和子，起手後改補兩張。
  - 翻將後，玩家起手牌若是天胡、或聽牌，可立即宣布，各稱為天成、壓莊。
- 之後，行牌類似麻將，有碰牌、槓牌，但沒吃牌。胡牌是組成一對子、七面子。
- 不同於麻將，無論胡牌或荒牌，最後每家都要算胡數，以胡數最大為此局勝利者。

### 牌值
- 總胡數為成胡、底胡、其他，這三種加總。若是葷和，總胡數翻一倍。全部結算加總後，將總胡數的個位數無條件進位，稱為破頭算。

#### 成胡
- 算順子、刻子、槓子的組合，有塌和、葷和、清和三種，或稱為塌胡、飄胡、清胡。胡數如下表。

| 成胡 | 說明                           | 胡數 |
| ---- | ------------------------------ | ---- |
| 塌和 | 一對子、七順子、刻子、槓子混合 | 20   |
| 葷和 | 一對子、七順子                 | 50   |
| 清和 | 一對子、七刻子或槓子           | 100  |

#### 底胡
- 算各面子胡數，每組刻子、槓子的胡數依得牌方式不同、與是否有將牌、老將而翻倍。該組若是將牌，翻將又是雙將則再翻倍。和子也有算胡，只有64胡、128胡兩種可能。胡數如下表。

| 底胡                | 明刻 | 暗刻 | 明槓 | 暗槓 | 起手 |
| ------------------- | ---- | ---- | ---- | ---- | ---- |
| 普通牌              | 2    | 4    | 8    | 12   | 16   |
| 老将/將牌           | 4    | 8    | 16   | 24   | 32   |
| 老将+將牌/將牌+双将 | 8    | 16   | 32   | 48   | 64   |
| 老将+將牌+双将      | 16   | 32   | 64   | 96   | 128  |

#### 其他
- 胡牌成為順子、雀頭，若是自摸，20胡；別人捨牌，10胡。
- 一、二、三餅的順子，稱為文钱，每組胡數如下表。

| 面子 | 一 | 二 | 三  | 四  |
| ---- | -- | -- | --- | --- |
| 胡數 | 20 | 50 | 100 | 200 |